# Hornstull (metropolitana di Stoccolma)
Hornstull è una stazione della metropolitana di Stoccolma.

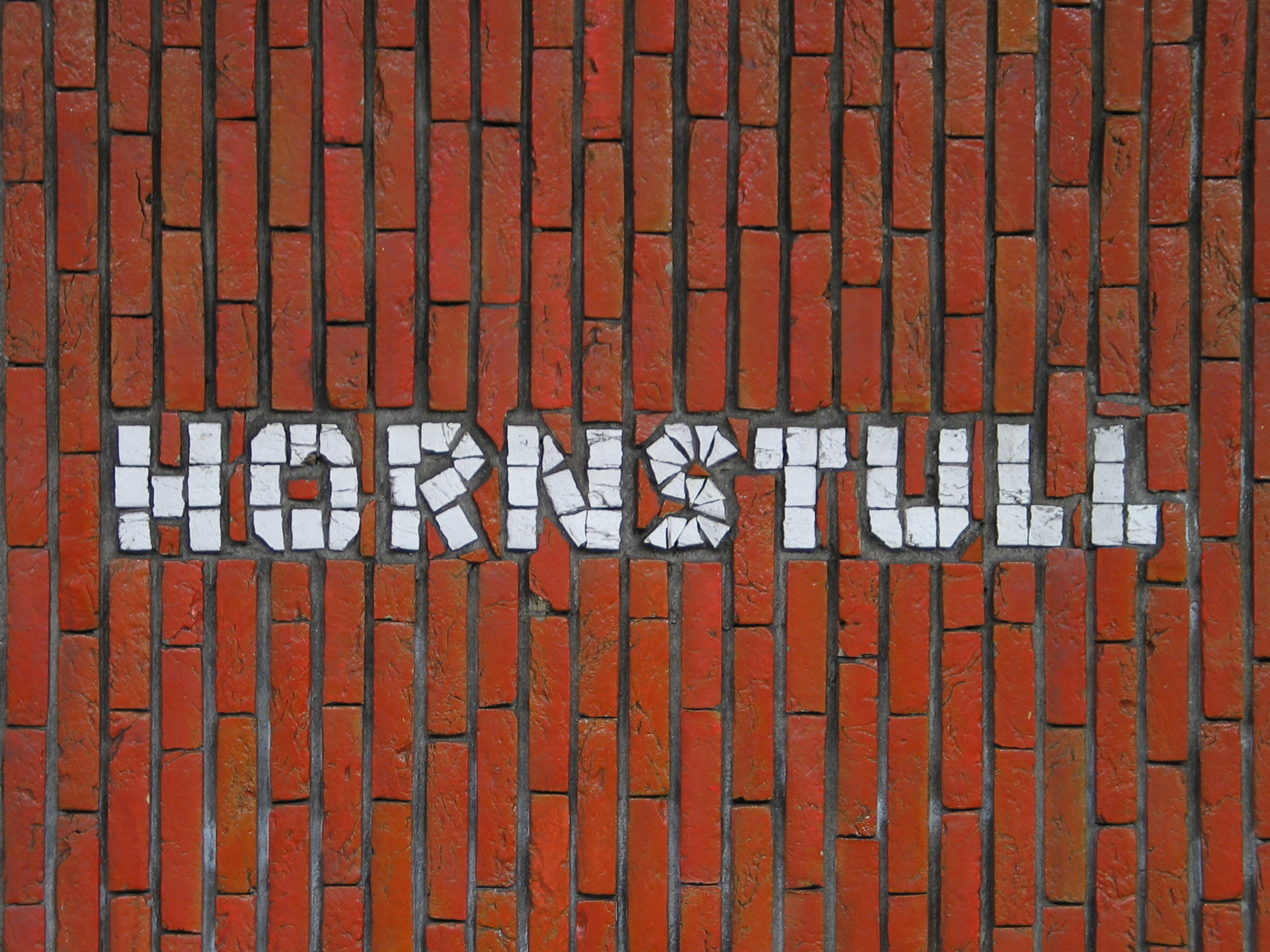
Dettaglio su mattoni.

È situata all'interno della circoscrizione di Södermalm, a sud del centro cittadino, e si trova sulla linea rossa della rete metroviaria locale fra le stazioni di Zinkensdamm e Liljeholmen.
La stazione iniziò ad essere operativa il 5 aprile 1964, stesso giorno in cui divennero operativi gli interi tratti compresi fra T-Centralen e Fruängen e fra T-Centralen e Örnsberg.
La piattaforma è collocata ad una profondità tra i 15 e i 20 metri sotto al livello del suolo, ed è accessibile da due diverse biglietterie, accessibili dalle strade Långholmsgatan e Hornsbruksgatan. La stazione fu progettata dall'architetto Olov Blomkvist, che fu affiancato dallo scultore Berndt Helleberg nella decorazione degli interni ispirati in gran parte alle pitture rupestri della grotta di Altamira.
Il suo utilizzo medio quotidiano durante un normale giorno feriale è pari a 16.200 persone circa.

## Tempi di percorrenza
| Linea | Capolinea     | Tempo  | Stazione                                                  | Tempo                          |
| T13   | Ropsten       | 16 min | Liljeholmen Slussen Gamla stan T-Centralen Östermalmstorg | 2 min 4 min 6 min 8 min 10 min |
| T13   | Norsborg      | 28 min | Liljeholmen Slussen Gamla stan T-Centralen Östermalmstorg | 2 min 4 min 6 min 8 min 10 min |
| T14   | Fruängen      | 10 min | Liljeholmen Slussen Gamla stan T-Centralen Östermalmstorg | 2 min 4 min 6 min 8 min 10 min |
| T14   | Mörby centrum | 22 min | Liljeholmen Slussen Gamla stan T-Centralen Östermalmstorg | 2 min 4 min 6 min 8 min 10 min |